# 田辺滋
田辺 滋（たなべ しげる、1916年 - 没年不明）は、日本の神学校教師。台湾台北市生まれ。

## 経歴
- 大阪薬科大学卒業。自由主義神学的な教会から福音主義の教会に移る。
- 日本基督神学校卒業（第二期生）
- フェイス神学校卒業
- カベナント神学校卒業
- 1987年4月7日東京基督神学校名誉教授授与（第三号）
- 新改訳聖書研究員、民数記を翻訳した。

## 人物
- フェイス神学校への留学時代、恩師であるレアード・ハリス博士から「これほど語学のできる生徒を見たことがない」と言われた。

## 著書・訳書
- 「新聖書注解（民数記）」いのちのことば社、1976
- 「新約聖書ギリシャ語原典入門」（ジョン・グレシャム・メイチェン著、田辺滋訳）